# Нацистская Германия
Наци́стская Герма́ния, также ги́тлеровская Герма́ния, Тре́тий рейх (нем. Das Dritte Reich) или фаши́стская Герма́ния; официальное название до 1943 года Герма́нский рейх (нем. Deutsches Reich), затем Великогерма́нский рейх (нем. Großdeutsches Reich) — германское государство в период нацистского режима, тоталитарной диктатуры Национал-социалистической немецкой рабочей партии (НСДАП) в 1933—1945 годах. Большую часть этого периода государством руководил Адольф Гитлер.
Официальной политической идеологией нацистской Германии и опорой нацистского режима был нацизм (национал-социализм), который объявлял своей целью создание и утверждение на достаточно обширной территории «расово чистого» государства «арийской расы», имеющего всё необходимое для благополучного существования на протяжении неопределённо долгого времени («тысячелетний рейх»).
Нацистское руководство Германии в 1933—1945 годах проводило жесточайшую внутреннюю и внешнюю политику, в том числе преследование и массовое уничтожение евреев и представителей других этнических и социальных групп (советских военнопленных, поляков, цыган, безнадёжно больных и инвалидов, гомосексуалов и др.).
В 1939 году нацистская Германия начала Вторую мировую войну, в ходе которой погибли десятки миллионов человек. В результате военного поражения в 1945 году от Советского Союза и его западных союзников нацистская Германия прекратила своё существование.
Ряд военных преступников нацистской Германии был осуждён в ходе нескольких судебных процессов. Основной, Нюрнбергский процесс над главными немецкими военными преступниками — высшими руководителями нацистской Германии, проходил в 1945—1946 годах. Обвиняемые предстали перед Международным военным трибуналом. Руководящий состав НСДАП и некоторые силовые структуры Германии — СС (включая СД) и гестапо — были признаны преступными организациями.

## Название государства

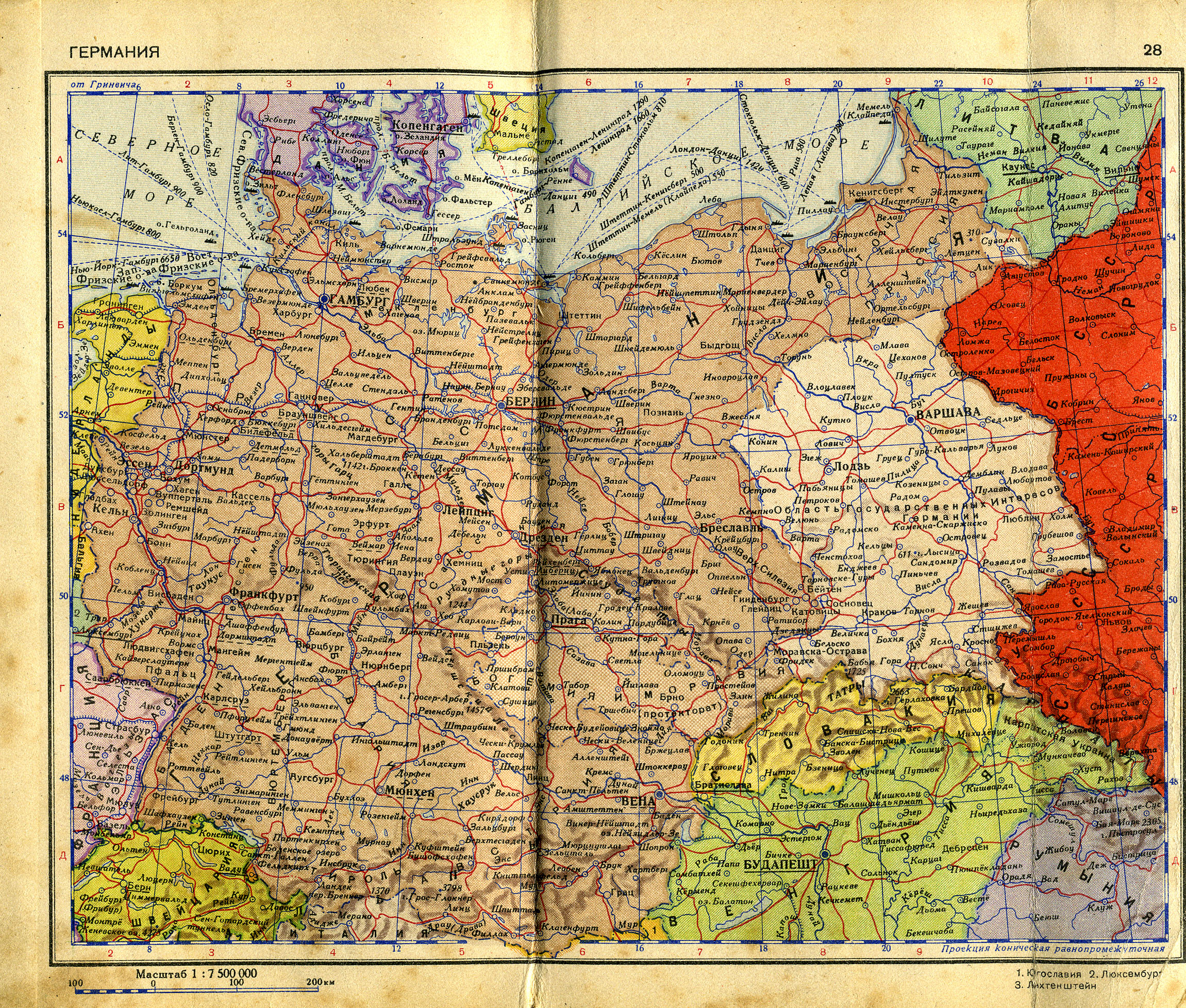
Карта нацистской Германии из советского карманного Атласа мира 1940 г. Генерал-губернаторство подписано как «Область Государственных Интересов Германии»

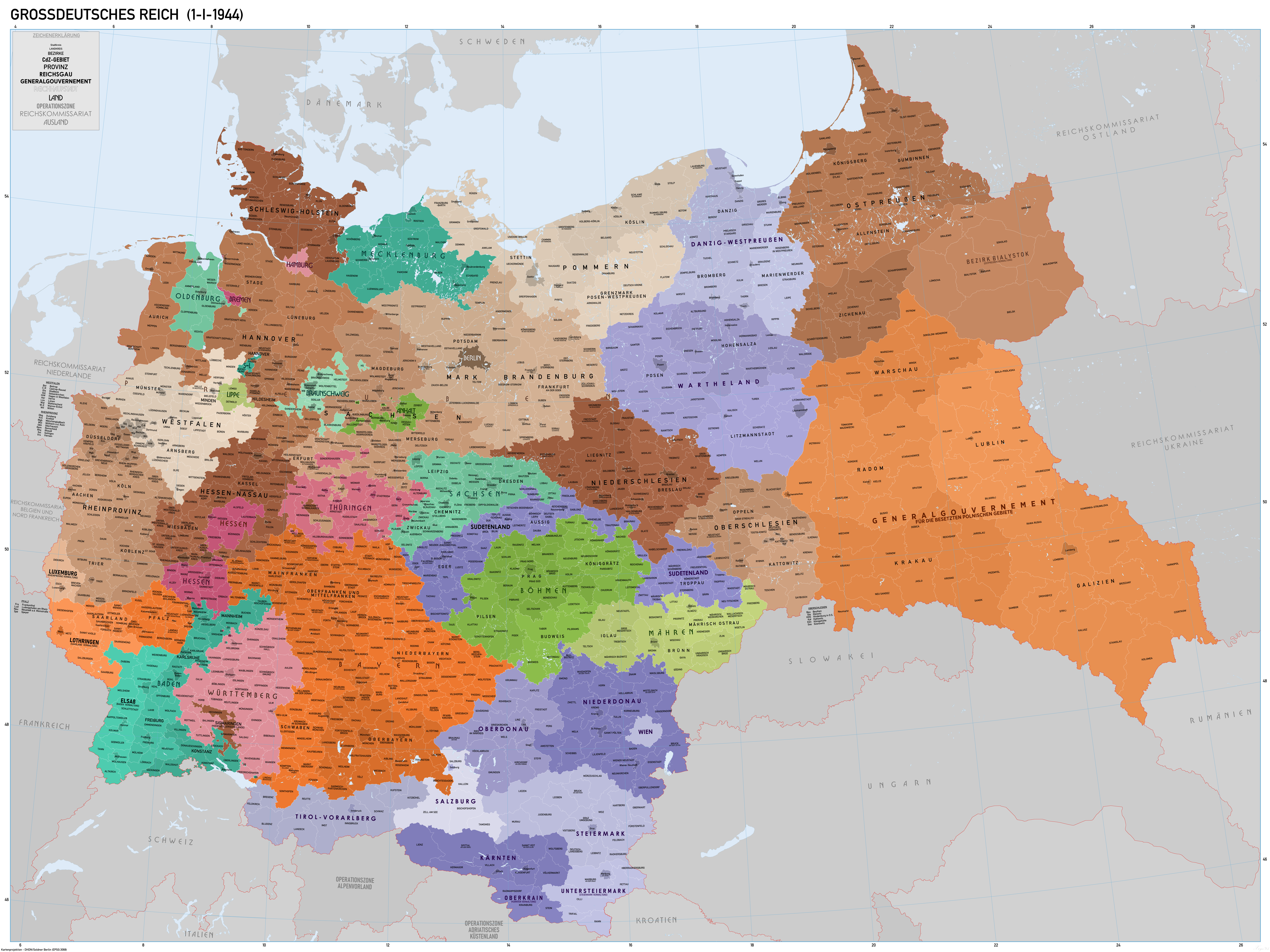
Карта нацистской Германии на 1944 год

Официальным названием Германии с 1933 по 1943 год оставалось «Германский рейх» (нем. Deutsches Reich), принятое в 1871 году с провозглашением Германской империи и сохранённое Веймарской конституцией. С 1943 года оно было изменено на «Великогерманский рейх» (нем. Großdeutsches Reich). Однако в англоязычной и русскоязычной литературе после Второй мировой войны получили широкое распространение другие её названия, неофициальные, по следующим причинам:
1. Несовпадение временных границ «Германского» и «Великогерманского» рейхов со временем существования нацистской (гитлеровской) Германии. Употребление этих официальных названий, тем самым, не вписывается в рамки 1933—1945 годов.
2. Пропагандистские, как до начала Второй мировой войны, так и во время неё.

Германию называли «фашистской», «гитлеровской», «нацистской», германских военнослужащих называли «фашистами», «гитлеровцами» и «гитлеровским отребьем», союзников Германии называли «прихвостнями», «сателлитами», «вассалами» и так далее. В свою очередь, нацистское руководство клеймило своих противников «английской/американской плутократией», «евреями» и так далее.

### Третий рейх
Впервые словосочетание «Третий рейх» (нем. Drittes Reich досл. «Третье государство») было пущено в оборот в 1923 году. Артур Мёллер ван ден Брук определил «рейх» как царство, неделимую державу немцев, с единым вождём (фюрером), предполагая, что вслед за разрушением первых двух рейхов (Священной Римской империи и Германской империи) на смену Веймарской демократии придёт третий рейх, который вновь соединит немцев под единым руководством. Философская идея «Третьего рейха» перекликалась с символизмом пророчеств Иоахима Флорского о «Третьем Завете» и «третьем» или «тысячелетнем царстве» Святого Духа на Земле. Идея упала на благодатную почву: Гитлер взял на вооружение этот словарь без изменений. Некоторое время термин «Третий рейх» употреблялся в качестве неофициального самоназвания германского государства. Однако к концу 1930-х годов отношение к этому названию изменилось: оно было сочтено нежелательно «монархическим» и запрещено в 1939 году.

### Гитлеровская Германия
Активно употреблялось в официальных советских источниках; в частности, эпитет «гитлеровская» прозвучал во вступительной части известной речи Сталина 3 июля 1941 года. В дальнейшем название вошло в советские и российские учебники и научные труды, наряду с фашистской Германией. Указывает на решающую роль Адольфа Гитлера в агрессивной политике Германии и развязывании Второй мировой войны.

### Нацистская Германия
Значительное влияние на терминологию оказывала, в частности, деятельность Черчилля, написавшего, кроме большого количества речей, объёмную историю Второй мировой войны. Английское название нацистской Германии Nazi Germany остаётся одним из наиболее распространённых в английском языке.

## История

### Приход нацистов к власти
В 1919 году в Мюнхене была основана политическая партия под названием Немецкая рабочая партия (нем. Deutsche Arbeiterpartei), в 1920 году она добавила к своему названию «национал-социалистическая» и стала называться Национал-социалистической немецкой рабочей партией (нем. Nationalsozialistische Deutsche Arbeiterpartei, NSDAP). Нацистская идеология соединила в себе идеи расового антисемитизма, социального дарвинизма и антибольшевизма. В 1921 году партию возглавил Адольф Гитлер. Партия обещала защитить Германию от еврейского влияния, отменить ограничения, наложенные Версальским договором и вернуть Германии былое величие. В 1923 году нацисты попытались совершить переворот в Мюнхене, но потерпели неудачу, а Гитлер попал в тюрьму, где написал свою программную книгу «Моя борьба». С этого момента нацисты начали завоевание власти путём выборов.
Мировой экономический кризис 1929 года подорвал существование Веймарской республики. Миллионы немцев утратили работу, жилье и обнищали. Власти не были в состоянии справиться с кризисом и утратили доверие населения. На этом фоне росли рейтинги радикальных партий — коммунистов и нацистов.
Если в 1928 году нацистская партия получила на выборах менее 3 % голосов, то уже в 1930-м — 18,3 %. К июлю 1932 года НСДАП имела 37 % голосов и 230 мандатов в рейхстаге. Таким образом, она стала самой крупной фракцией. Но этого не хватало для того, чтобы создать правительство, повторные выборы в ноябре 1932 года не улучшили ситуацию. В течение 1932 года президент Гинденбург неоднократно предлагал Гитлеру войти в правительство, в том числе предлагал ему занять пост вице-канцлера. Но он соглашался только на пост рейхсканцлера, а также требовал пост рейхсминистра внутренних дел одному из членов НСДАП и себе как главе правительства чрезвычайных полномочий. Только в конце января 1933 года Гинденбург согласился на эти условия Гитлера.
30 января 1933 года Адольф Гитлер стал рейхсканцлером.

### Ликвидация земельного и местного самоуправления
С момента создания единого германского государства в 1871 году, оно имело федеративное устройство, а после принятия Веймарской конституции было децентрализовано: территория страны была разделена на области (земли), которые имели собственные конституции, законы и органы власти.
7 апреля 1933 года был принят Второй закон «Об унификации земель с рейхом» (нем. Zweites Gesetz zur Gleichschaltung der Länder mit dem Reich), по которому в землях Германии вводился институт имперских наместников (рейхсштатгальтеров) нем. Reichsstatthalter). Задачей наместников было руководство местными органами власти, для чего им были предоставлены чрезвычайные полномочия (в том числе право роспуска ландтага, роспуска и формирования земельного правительства во главе с министром-президентом). Законом «О новом устройстве рейха» (нем. Gesetz über den Neuaufbau des Reichs) от 30 января 1934 года суверенитет земель был ликвидирован, ландтаги во всех землях были распущены. Германия стала унитарным государством. В январе 1935 года имперские наместники стали постоянными представителями правительства в землях. 1 апреля 1937 года Любек потерял статус вольного города и был включён в состав Шлезвиг-Гольштейна.
Рейхсрат (верхняя палата германского парламента, орган представительства земель по Веймарской конституции) сначала был практически полностью лишён полномочий, а в феврале 1934 года ликвидирован. В этом же году были упразднены крейстаги и гемайндераты.
Несколько ранее было ликвидировано местное самоуправление провинций Пруссии — сначала полномочия ландтагов провинций и округов Пруссии и крейстагов были переданы провинциальным, окружным и районным комитетам, а позднее ландтаги провинций, провинциальные комитеты и должности ландесгауптманов были вовсе упразднены.

### Запрет КПГ и СДПГ
В феврале 1933 года компартия была запрещена (предлогом для этого стал поджог рейхстага 27 февраля 1933 года, в котором обвинили коммунистов), а против её активистов были начаты репрессии. 3 марта 1933 был арестован председатель КПГ Тельман. Из 300 тысяч членов КПГ (на начало 1933 года) около половины подверглись преследованиям, были брошены в тюрьмы и концлагеря, десятки тысяч убиты.
В подполье коммунисты вместе с социал-демократами вели борьбу против нацистского правительства в рамках антинацистского Движения Сопротивления. В июле 1943 года по инициативе ЦК КПГ на территории СССР главным образом из находившихся там военнопленных, согласившихся перейти на сторону СССР в войне, был создан Национальный комитет «Свободная Германия».
1 февраля 1933 года рейхстаг был распущен. Декрет рейхспрезидента «О защите немецкого народа» от 4 февраля 1933 года стал основанием для запрета оппозиционных газет и публичных выступлений. Использовав в качестве предлога поджог Рейхстага 27 февраля, Гитлер приступил к массовым арестам. Ввиду нехватки мест в тюрьмах, были созданы концентрационные лагеря. Были назначены перевыборы.
Из выборов в рейхстаг, проходивших 5 марта 1933 года, НСДАП вышла партией-победительницей. Голоса, поданные за коммунистов, были аннулированы. Новый рейхстаг на своём первом заседании 23 марта одобрил чрезвычайные полномочия Гитлера.

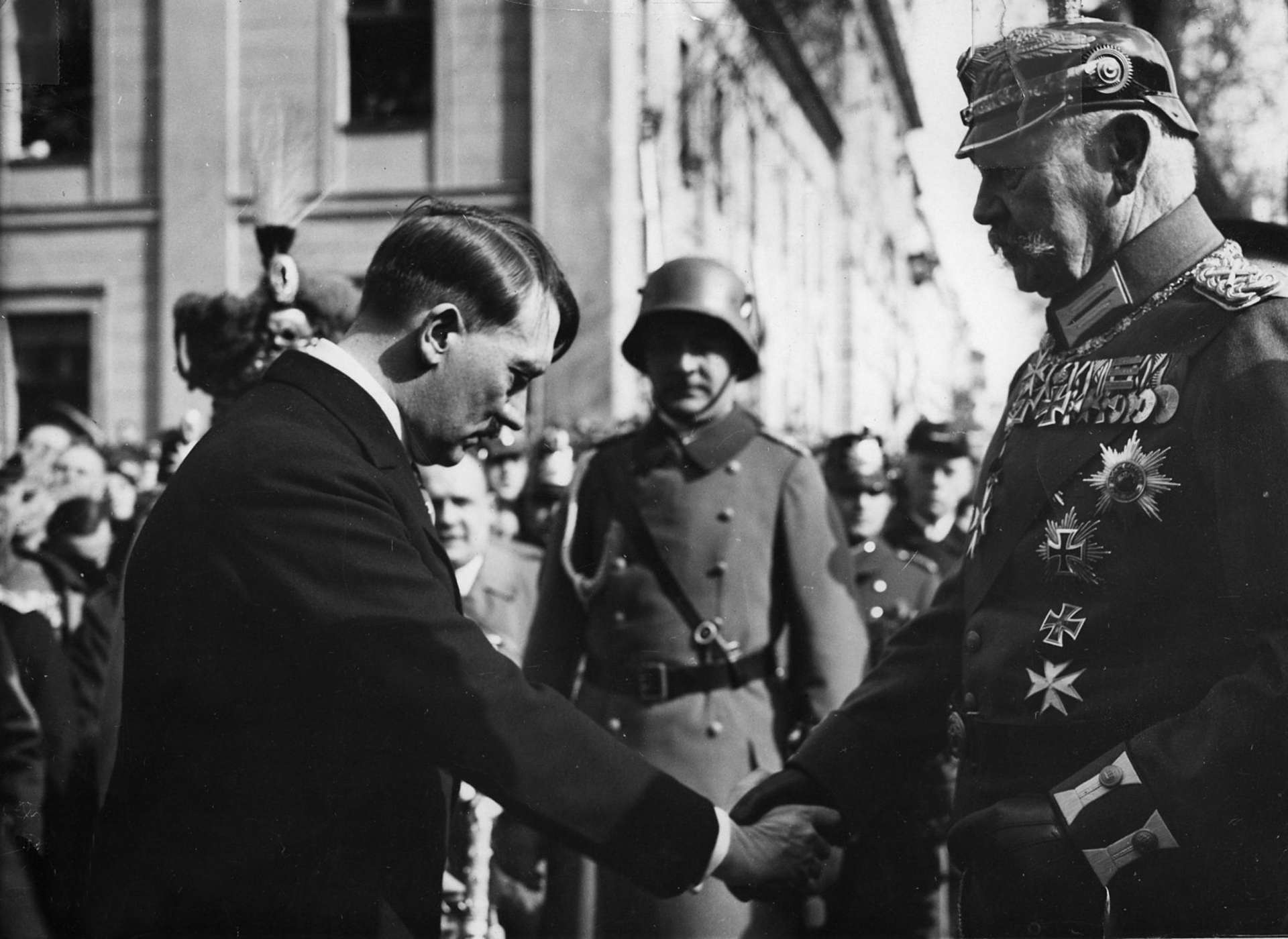
«День Потсдама» (21 марта 1933 года). Поклон Адольфа Гитлера призван продемонстрировать покорность рейхсканцлера рейхспрезиденту Паулю фон Гинденбургу

### Выход из Версальского договора
В своих речах и программной книге «Моя борьба» (разошедшейся самым широким тиражом) Гитлер неоднократно касался «оков Версаля», имея в виду Версальский мирный договор. Часть ограничений этого договора к 1933 году была уже немецкими дипломатами снята, но рейхсвер официально не имел авиации, танков; его заявленная численность оставалась в пределах 100 тыс. кадровых военнослужащих. Воинская повинность и производство тяжёлых вооружений были договором запрещены.
Провал конференции о сокращении вооружений в октябре 1933 дал немцам формальный повод отказаться от ограничений Версаля.
Заключение англо-германского морского соглашения, воинская повинность, развитие авиации и танкостроения загрузило заказами промышленность (сократив безработицу), и добавило популярности Гитлеру как среди промышленников и военных, так и простых граждан. Воссоздание вооружённых сил позволило Гитлеру раз за разом использовать угрозу их применения как рычаг для пересмотра версальских границ рейха.

### Нацификация
Часть интеллигенции бежала за границу. По закону от 14 июля 1933 года все партии, кроме нацистской, были запрещены. Однако активисты правых партий не только не были арестованы, но многие из них вошли в состав НСДАП. Профсоюзы были распущены и запрещены. Вместо них был создан Германский трудовой фронт во главе с одним из соратников Гитлера, рейхсляйтером Робертом Леем. Забастовки были запрещены.
В конце июня 1934 года Гитлер ликвидировал высшее руководство Штурмовых отрядов СА во главе с начальником штаба Эрнстом Рёмом, требовавшим «второй революции», социалистической по духу, и создания «народной армии». Гитлер обвинил руководство СА в измене родине и объявил их врагами государства. В этих событиях, получивших название «Ночь длинных ножей», было ликвидировано немалое число неугодных нацистам людей, не имевших отношения к СА и его руководству. Так были убиты бывший рейхсканцлер Курт фон Шлейхер и бывший заместитель Гитлера по партии Грегор Штрассер.

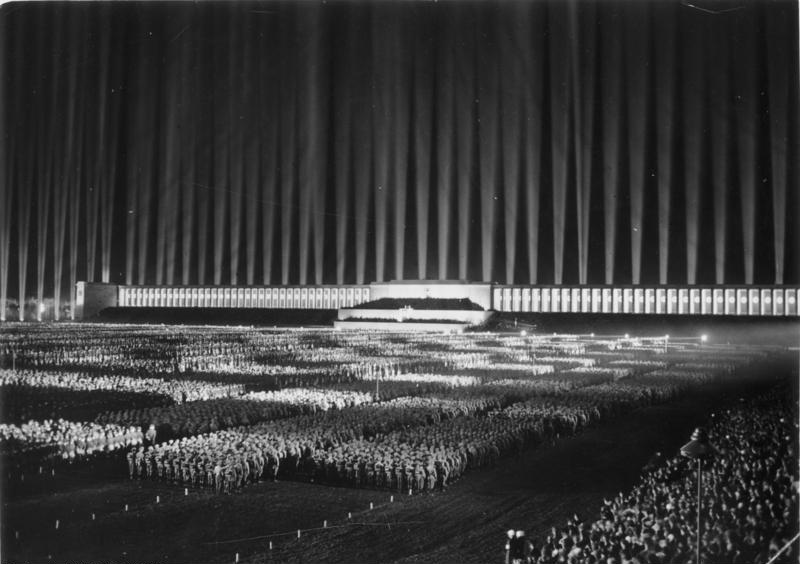
«Храм света» Альберта Шпеера во время съезда нацистской партии в Нюрнберге, 8 сентября 1936 года

Благодаря окончанию Великой депрессии, уничтожению всякой оппозиции и критики, ликвидации безработицы, пропаганде, игравшей на национальных чувствах, а позднее — территориальным приобретениям, Гитлер увеличил свою популярность. Кроме того, он добился крупных успехов в экономике. В частности, при Гитлере Германия вышла на первое место в мире по производству стали и алюминия.
В 1936 году был заключён Антикоминтерновский пакт между Германией и Японией. В 1937 году к нему присоединилась Италия, в 1939 году — Венгрия и Испания.
9 ноября 1938 года произошёл еврейский погром, известный под названием «Хрустальная ночь». С этого времени начались массовые аресты и уничтожение евреев.
В 1938 году в состав рейха вошла Австрия, в октябре 1938 года — Судеты, а в марте 1939 — Чехословакия.
На следующий день после так называемого «мюнхенского сговора» между Великобританией и Германией была подписана декларация о взаимном ненападении (1938 год); схожая декларация Германии и Франции была подписана чуть позже.
В 1939 году Германия заключила с СССР Договор о ненападении и Договор о дружбе и границах. Советско-германские политические отношения получили развитие также в торговой и военно-технической сфере.
В сентябре 1940 года Германия заключила с Японией и Италией Тройственный пакт, к которому в качестве новых членов стран «оси» затем присоединились их союзники и марионеточные государства. В ноябре 1940 года Германия предложила Советскому Союзу войти в число держав «оси». Советское правительство дало согласие при условии отнесения к сфере интересов СССР Румынии, Болгарии и Турции, однако эти требования были отвергнуты германской стороной.

### Социальная политика
Лидеры нацистов понимали, что удержание занятой власти зависит от отношения избравшего их в 1933 году населения. Поэтому в области труда, наряду с обширными программами по борьбе с безработицей, под руководством Роберта Лея были проведены масштабные мероприятия. DAF, занявший место и захвативший имущество ликвидированных отныне профсоюзов, добивался увеличения заработной платы трудящихся, улучшения условий труда (озеленение территории предприятий, организация столовых, спортивных площадок, размещение растений в цехах). Наряду с этим, большое внимание нацисты придавали уважительному отношению к труду. Как заявлял Гитлер, «если мы стремимся к созданию подлинной национальной общности, мы можем построить её только на основе социальной справедливости».
Реформы, проводимые в Германии Гитлером, отличались от советских: если целью последних была диктатура пролетариата, то первые приводили к ослаблению межклассовой борьбы, устранению сословных и имущественных различий, созданию «социальной монархии» а-ля Фридрих II, тем более этот последний служил Гитлеру примером. Социальная политика Гитлера не родилась на пустом месте: Германия, начиная с реформ Бисмарка 1880-х стабильно шла впереди в отношении социального страхования, пенсионного обеспечения.

### Вторая мировая война

Карта 1942 года, когда Германия оккупировала наибольшие территории

1 сентября 1939 года немецкие войска вторглись в Польшу. 3 сентября Великобритания и Франция объявили войну Германии. В течение 1939—1941 годов Германия разгромила Польшу, Данию, Норвегию, Люксембург, Нидерланды, Бельгию, Францию, Грецию, Югославию. 22 июня 1941 года Германия начала план «Барбаросса», тем самым, вторглась на территорию Советского Союза и заняла часть его территории.
В Германии росла нехватка рабочей силы. На всех оккупированных территориях велась вербовка вольнонаёмных остарбайтеров. На славянских территориях принудительно производился массовый вывоз работоспособного населения. Во Франции также осуществлялся принудительный набор рабочих, чьё положение в Германии было промежуточным между положением вольнонаёмных и заключённых.
Тем не менее установка на неиспользование немецких женщин на производстве продолжала действовать, и они лишь в незначительном количестве отвлекались от домашнего хозяйства. В то же время интенсивно использовалась привозная рабочая сила. Так уже в августе 1944 года в Германии в разных областях хозяйства работало около 8 миллионов иностранцев. В промышленности их число составляло четверть от общего количества. Большинство (почти треть) — 2,5 миллиона были гражданами СССР, 1,7 миллиона — поляки, 1,3 миллиона — французы, 600 000 — итальянцы. 2 миллиона работников были военнопленными и 650 000 — заключёнными концентрационных лагерей, в большинстве — евреями, работавшими в военной промышленности. Около половины работников из Советского Союза и Польши были женщинами, средний возраст которых был около 20 лет.
После поражения Германии значительное количество рабочих было возвращено администрацией союзников на родину, в том числе Советский Союз. В организации репатриации большую роль играл английский юрист Патрик Дин (Patrick Dean), ставший затем обвинителем на Нюрнбергском процессе, способствовавший перенаправлению миллионов жителей Восточной Европы в Советский Союз.

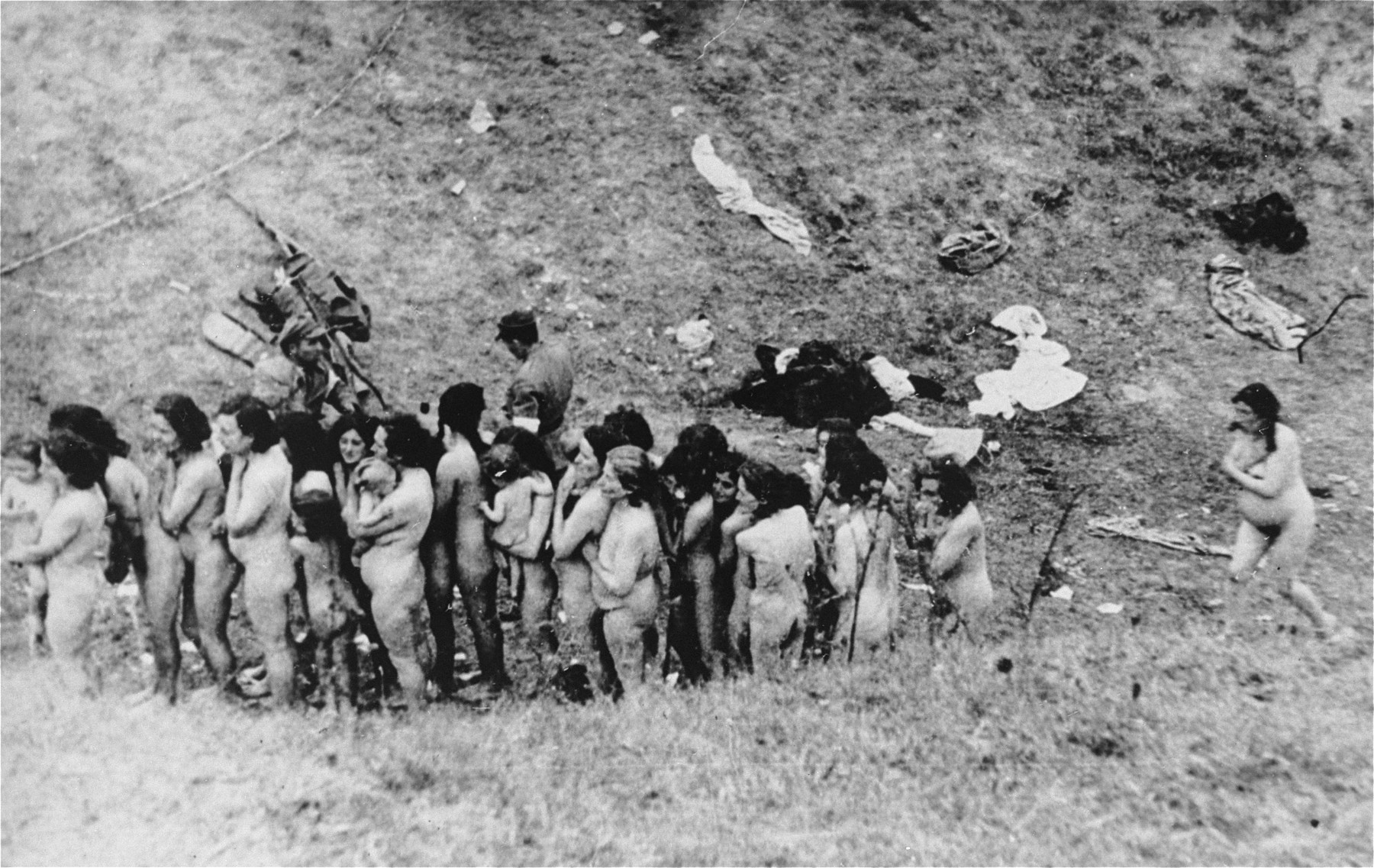
Еврейские женщины из гетто в Мизоче (Польша, ныне Украина), некоторые из которых держат на руках детей, ждут очереди на свою казнь, осуществляемую сотрудниками немецких Полиции безопасности (Зипо) и Службы безопасности (СД) при поддержке Украинской вспомогательной полиции

На оккупированных территориях был организован террор. Немедленно началось массовое уничтожение евреев и цыган, а в некоторых районах (главным образом, на территории СССР) — и уничтожение других групп населения, в частности, в рамках нацистской расовой политики и реализации плана Ост. На территории Германии и некоторых оккупированных территориях росло число концентрационных лагерей, лагерей смерти и лагерей военнопленных.
Методы террора, применяемые немецкой администрацией на оккупированных территориях, исключали возможность сотрудничества с местным населением, вызвали рост партизанского движения в Польше, Белоруссии и Югославии. Постепенно партизанская война развернулась также на других занятых территориях СССР и славянских стран, а также в Греции и Франции. В Дании, Норвегии, Нидерландах, Бельгии, Люксембурге оккупационный режим был мягче, поэтому антинацистских выступлений было меньше. Отдельные подпольные организации действовали также в Германии и Австрии.
20 июля 1944 года группой генералов вермахта была произведена неудачная попытка антинацистского переворота с покушением на Гитлера. Этот заговор позже был назван «Заговором Генералов». Многие офицеры были казнены, даже те, которые имели лишь косвенное отношение к заговору.
В 1944 году нехватку сырья стали ощущать и немцы. Авиация стран антигитлеровской коалиции бомбила города. Дальняя бомбардировочная авиация Советского Союза совершала регулярные налёты на Берлин, Данциг и Кёнигсберг, подвергала бомбардировке города сателлитов Германии в восточной Европе и прежде всего в Румынии и Венгрии. Авиацией Англии и США почти полностью были разрушены Гамбург и Дрезден. Из-за больших потерь личного состава в октябре 1944 года был создан фольксштурм, в который мобилизовали местных жителей, в том числе стариков и юношей. Были подготовлены отряды «Вервольф» для будущей партизанско-диверсионной деятельности.
8 мая 1945 года в Реймсе был подписан акт о безоговорочной капитуляции Германии перед Советской стороной в Берлине (Карлсхорст). 9 мая было объявлено днём прекращения военных действий. 23 мая во Фленсбурге было арестовано правительство нацистской Германии. Начался период «нулевых годов».

## Экономика
К 1933 году Германия пришла в состоянии попыток преодолеть последствия кризиса, порождённого Великой депрессией. Гитлер считал, что для конкуренции с мировыми державами (в первую очередь с Великобританией и США) Германии нужен собственный континент (нем. Lebensraum), который даст для этой конкуренции ресурсы, пространство и рынок. Специфика нацистской идеологии состояла в том, что обострение международной конкуренции они рассматривали экзистенциальную борьбу, которую немецкая раса должна вести всеми средствами против того, что они считали глобальным еврейским заговором. Ялмар Шахт, министр экономики Германии и директор Центрального банка в середине 1930-х годов считал, что контроль Германии над денежно-кредитной и экономической политикой стран типа Югославии или Испании для стабилизации торговли и оказания политического влияния за рубежом. Однако Гитлер был уверен, что «мировая торговля, мировая экономика являются временными средствами обеспечения существования нации», а могущество Германии должно обеспечиваться наличием имперской власти.
Экономический успех первых лет правления нацистов многие историки связывают с предвосхищением ими политики, сформулированной впоследствии Джоном Мейнардом Кейнсом для преодоления последствий Великой депрессии. Активное вмешательство в экономику, масштабные кредиты и государственное инвестирование (в частности строительство автобанов и создание Volkswagen) привели к сокращению безработицы от 6 млн в 1932 году до 1 млн в 1936. Другие ученые считают, что к успеху привели меры по изменению делового климата, в том числе за счёт уничтожения профсоюзов.
Важнейшей чертой нацистской экономики была программа перевооружения. Уже с 1934 года правительство выделяло на это направление втрое больше средств, чем на гражданские проекты. Экономика Германии, которая именовалась нацистами «военной экономикой», была целенаправленно организована так, чтобы функционировать во время войны и в мирное время, ориентированной на войну. Умение Ялмара Шахта устраивать финансовые дела было направлено на оплату подготовки Германии к войне. Печатание банкнот было лишь одной из его уловок. Шахт проворачивал махинации с валютой так ловко, что, как подсчитали иностранные экономисты, немецкая марка одно время обладала 237 различными курсами сразу. Он заключал поразительно выгодные для нацистской Германии товарообменные сделки с десятками стран и, к удивлению ортодоксальных экономистов, успешно демонстрировал, что, чем больше ты должен стране, тем шире можешь развернуть с ней бизнес. Возрождённая Шахтом экономика с 1935 по 1938 год использовалась исключительно для финансирования перевооружения и оценивалась в 12 миллиардов марок.
В 1936 году в связи с разработкой и передачей четырёхлетнего плана под жёсткий контроль Германа Геринга, который стал вместо Шахта «диктатором» экономики, хотя был в этой области таким же невеждой, как Гитлер, Германия перешла к системе тотальной военной экономики. Целью четырёхлетнего плана было превратить за 4 года Германию в страну, которая могла обеспечивать себя всем необходимым в случае войны и её не смогла бы удушить военная блокада. Импорт был сокращён до минимума, был введён жёсткий контроль за ценами и размером заработной платы, дивиденды ограничивались 6 % годовых, строились огромные заводы по производству синтетического каучука, тканей, горючего и другой продукции из собственного сырья. Были построены гигантские заводы Германа Геринга, производившие сталь из исключительно местной руды. Немецкая экономика была полностью мобилизована на нужды войны, а промышленники, доходы которых резко подскочили, превратились в механизмы военной машины. Деятельность Шахта была скована ограничениями и огромной отчётностью.
В 1937 году Ялмара Шахта сменил Вальтер Функ, сначала на посту министра экономики, а в 1939 году на посту президента Рейхсбанка. Но несмотря на все проблемы, благодаря немецкой организованности и тотальному контролю госаппарата, экономику удалось поставить на нужные рельсы. В течение всех лет войны, до 1945 года, военное производство неуклонно росло. Также с годами росла доля военной промышленности, в 1940 году менее 15 % от валовой продукции, в 1941 году 19 %, в 1942 году 26 %, в 1943 году 38 %, в 1944 году 50 %.
В техническом отношении финансирование вооружений было доведено в Германии до очень высокого уровня. Что же касается управления и организации экономики, а также проведения валютной политики, то здесь было допущено немало ошибок. Хотя доля налогов в покрытии общих военных расходов была большей, чем в Первую мировую войну, разрешить проблему избыточной покупательной способности всё же не удалось. Метод кредитования, превращавшего вкладчика на 90 % в государственного кредитора, привёл к систематически увеличивающемуся перевесу краткосрочных долгов, к росту инфляции и к разрушению всех основ данной системы финансирования. Подводя итоги деятельности экономической системы нацистской Германии, можно смело сказать, что подобное экономическое возрождение послевоенной Германии 30-х годов стало возможно в основном благодаря тотальному контролю над всеми аспектами жизни немецкого народа, ужесточению законодательства и принудительному труду, но «разогнав локомотив, конструкторы не рассчитали тормоза».
До самого начала Великой Отечественной войны Германия имела с СССР серьёзное экономическое и военно-техническое сотрудничество.

## Административно-территориальное устройство

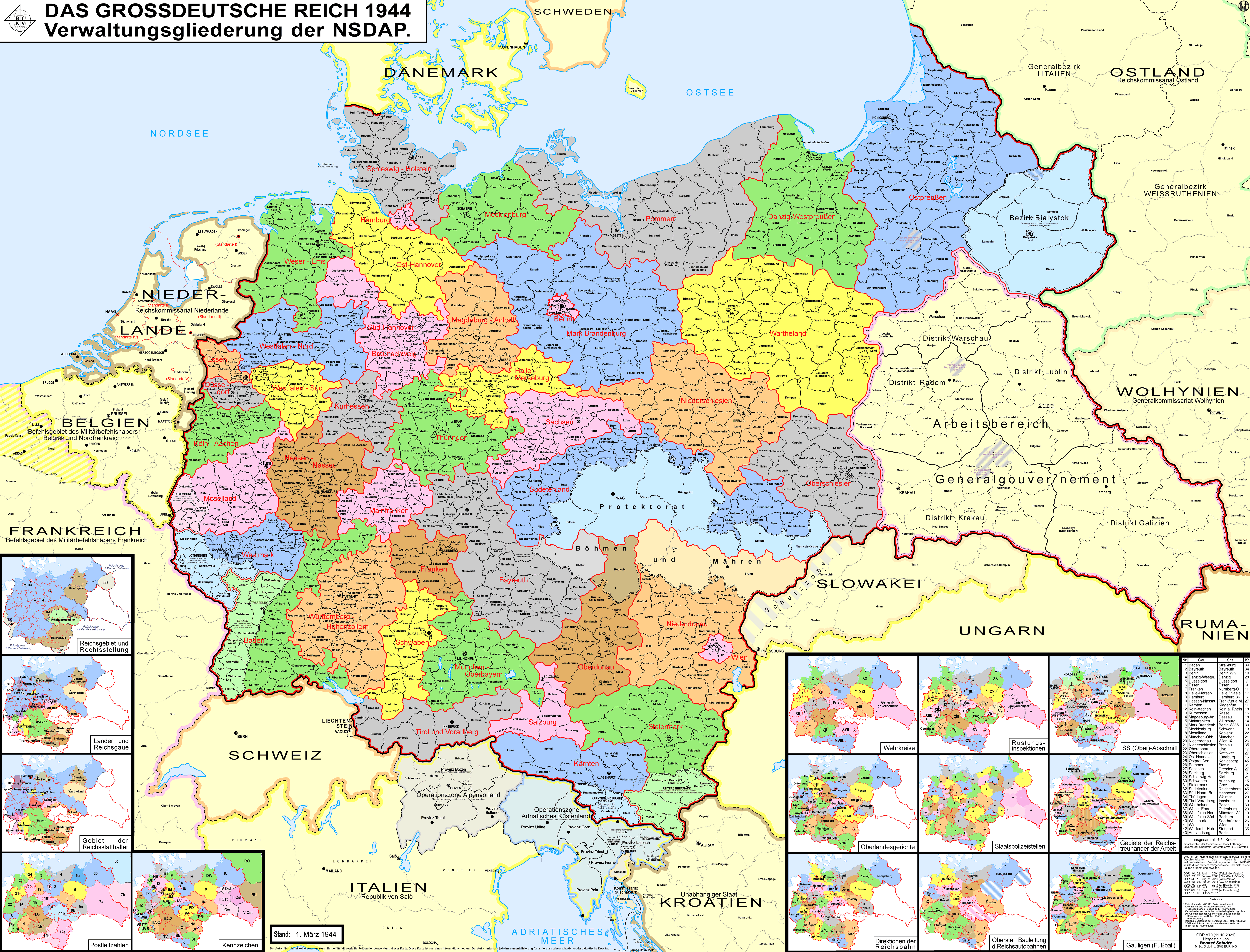
Административное деление рейха и зависимых территорий в 1944 году.

Территория нацистской Германии делилась на 17 земель (нем. Land) (с 1937 г. — 16), земли на районы (нем. Landkreis) и города земельного подчинения (нем. Stadtkreis), районы на общины (нем. Landgemeinde) и города (нем. Stadtgemeinde).
Во главе земель стояли имперские наместники (нем. Reichsstatthalter), исполнительными органами земель являлись земельные правительства (нем. Landesregierung), состоящие из премьер-министра (нем. Ministerpräsident) и земельных министров (нем. Landesminister), назначавшееся имперским наместником, сельские районы управлялись ландратами (нем. Landrat), назначавшиеся имперскими наместниками, городские районы и городские общины — бургомистрами (нем. Bürgermeister), сельские общины — старостами (нем. Gemeindevorsteher), назначавшиеся ландратами. До 30 января 1934 года существовали законодательные органы земель — земельные сеймы (нем. Landtag), до 30 января 1935 года представительные органы районов — районные сеймы (нем. Kreistag), городов — городские собрания депутатов (нем. Stadtverordnetenversammlung), общин — общинные представительства (нем. Gemeindevertretung).
Территории, включённые в состав рейха в ходе территориально-политической экспансии и населённые преимущественно этническими немцами, входили в состав рейха в статусе рейхсгау — имперских округов. На семь рейхсгау была разделена Австрия, отдельными рейхсгау стали Судетская область, область Рейхсгау Данциг — Западная Пруссия и Вартеланд (польская область с центром в Познани). На большой части территории Чехии было создано зависимое государственное образование Протекторат Богемии и Моравии (с 1939 года). Во главе протектората стоял рейхспротектор, назначаемый непосредственно Гитлером. После оккупации Польши на её территории было образовано Генерал-губернаторство, не входившее в состав рейха.
На другой части оккупированных территорий создавались зависимые административно-территориальные образования другого типа — рейхскомиссариаты. Они управлялись рейхскомиссарами. Всего было создано 5 рейхскомиссариатов, ещё 4 планировалось к созданию.
Фактически созданные рейхскомиссариаты:
- Рейхскомиссариат Нидерланды (1940—1945, рейхскомиссар Артур-Зейс Инкварт);
- Рейхскомиссариат Норвегия (1940—1945, рейхскомиссар Йозеф Тербовен, с 1945 — Франц Бёме);
- Рейхскомиссариат Украина (1941—1944, рейхскомиссар Эрих Кох);
- Рейхскомиссариат Остланд (1941—1944, рейхскомиссар Генрих Лозе, с 1944 — Эрих Кох);
- Рейхскомиссариат Бельгия и Северная Франция (1944, рейхскомиссар Йозеф Грое).

Планируемые рейхскомиссариаты:
- Рейхскомиссариат Московия (1941—1944, рейхскомиссар Зигфрид Каше);
- Рейхскомиссариат Дон-Волга (рейхскомиссар Дитрих Клаггес);
- Рейхскомиссариат Кавказ (1941—1945, рейхскомиссар Арно Шикеданц);
- Рейхскомиссариат Туркестан.

## Государственное устройство
Глава государства и правительства — Фюрер и рейхсканцлер германского народа (Führer und Reichskanzler des deutschen Volkes), до 2 августа 1934 года существовала должность рейхспрезидента (Reichspräsident), избираемого народом, исполнительный орган — имперское правительство (Reichsregierung), состоявшее из рейхсканцлера и министров (Reichsminister), назначавшихся рейхсканцлером, могло издавать законы, законодательный орган — Рейхстаг (Reichstag), избирался народом на безальтернативных выборах (в 1933 году на альтернативных), и до 14 февраля 1934 года Рейхсрат (Reichsrat), назначавшийся земельными правительствами.
Единственная легальная партия — Национал-социалистическая немецкая рабочая партия (НСДАП), до 14 июля 1933 года существовали также консервативная монархическая — Германская национальная народная партия, либеральная реваншистская — Германская народная партия, консервативная демократическая — Германская партия центра, либеральная демократическая — Радикально-демократическая партия.
Кандидат юридических наук, ассистент кафедры конституционного и финансового права Пермского государственного университета Д. М. Худолей высказывая мнение о том, что «республикой с монархическим элементом является любая диктатура», указывает на то, что «диктатуры А. Гитлера, Ф. Франко являются примерами республик с монархическим элементом», поскольку подобного рода государства являются республиками лишь формально, в то время как их правители пожизненно осуществляют свои полномочия при полном отсутствии механизма привлечения к политической или юридической ответственности.

## Правовая система

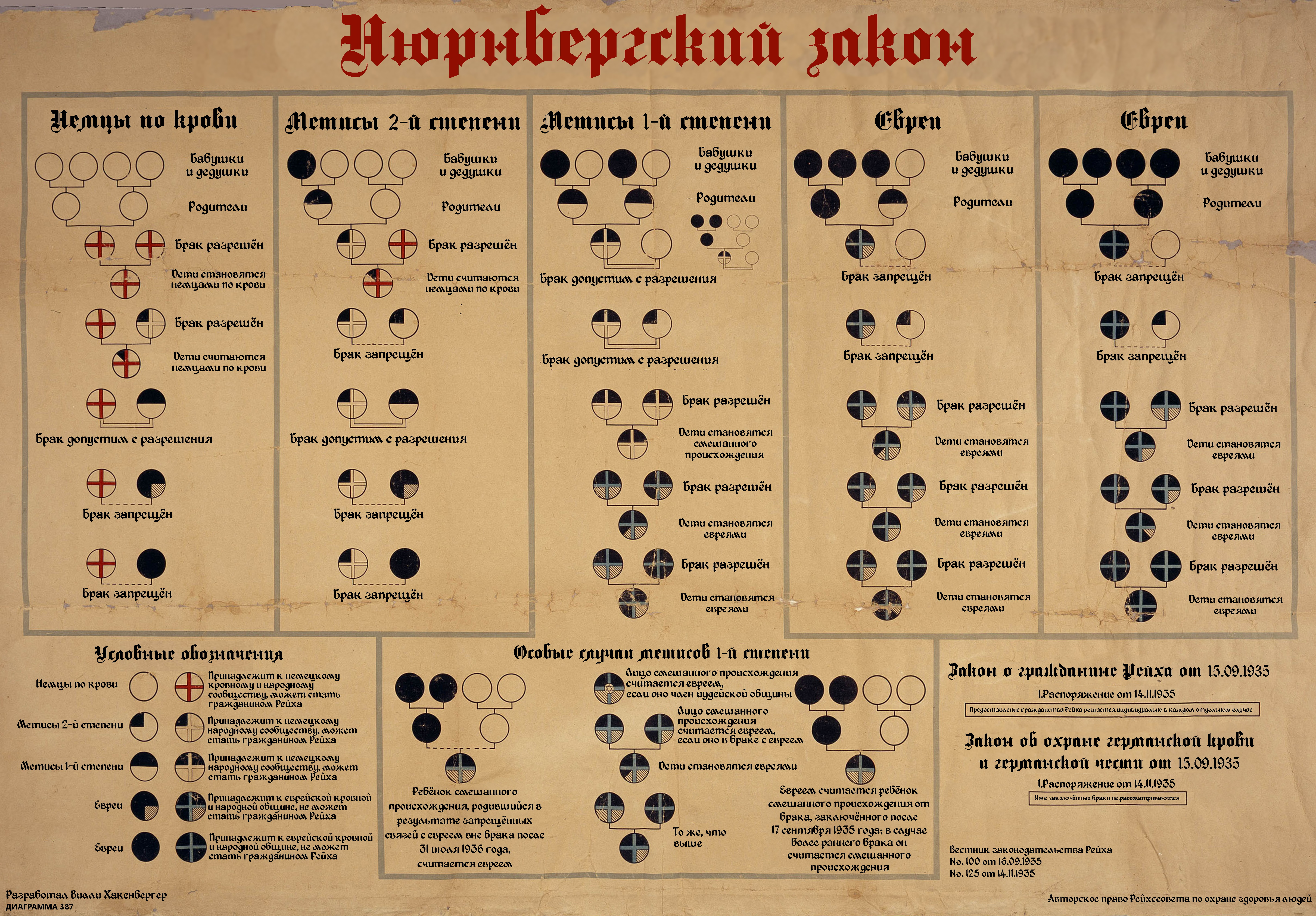
Диаграмма 1935 года, объясняющая Нюрнбергские расовые законы, определяющие принадлежность к «арийцам», евреям или мишлингам. Перевод

Высшая судебная инстанция — Имперский суд (Reichsgericht), суды апелляционной инстанции — высшие земельные суды (Oberlandesgericht), суды первой инстанции — земельные суды (Landgericht), низшее звено судебной системы — участковые суды (Amtsgericht), высшая судебная инстанция административной юстиции — Имперский административный суд (Reichsverwaltungsgericht), суды апелляционной инстанции административной юстиции — высшие земельные административные суды (Oberlandesverwaltungsgericht), суды первой инстанции административной юстиции — земельные административные суды (Landesverwaltungsgericht), высшая судебная инстанция военной юстиции — Имперский военный суд (Reichskriegsgericht), суды апелляционной инстанции административной юстиции — высшие военные суды (Oberkriegsgericht), суды первой инстанции административной юстиции — военные суды (Kriegsgericht), суд политической юстиции — народный суд (Volksgericht).

## Вооружённые силы
- Сухопутные силы — «Армия» (нем. Heer).
- Военно-морские силы — «Военный флот» (нем. Kriegsmarine).
- Военно-воздушные силы — «Воздушная охрана» (нем. Luftwaffe).
- Военные формирования СС — «Войска СС» (нем. Waffen-SS).

Комплектовались на основе всеобщей воинской повинности.

## Символика

Флаг со свастикой — официальный флаг Германии в 1935—1945 годах

На нацистскую символику оказали влияние немецкое расистское националистическое движение фёлькише и ариософия. Так, в 1919 году Фридрих Крон, член Общества Туле и «Germanenorden», разработал оригинальную версию нацистской свастики и первоначальный дизайн флага нацистского движения. Этот флаг был модифицирован Адольфом Гитлером и позже стал флагом нацистской Германии. Руны также заимствовались из фёлькише.
В первой половине XX века нацистская партия широко использовала графический символизм. Основным символом стал Hakenkreuz (букв. «крюко-крест») — свастика, также изображавшаяся на флагах, включая государственный флаг нацистской Германии. Официальным гербом нацистской Германии был орёл со свастикой.

## Идеология
Официальной идеологией государства и идеологией Национал-социалистической немецкой рабочей партии (нем. NSDAP, НСДАП) был национал-социализм, экстремистская, ультраправая, расистская и антисемитская доктрина, форма фашизма. Идеология сочетала этнический национализм, идею «арийской расы», её биологического и культурного превосходства над другими расами, расовый антисемитизм («семитская раса» — евреи — рассматривается как антипод и главный враг «арийской»), славянофобию, идею «арийского» (немецкого национального) социализма, антикоммунизм, антилиберализм, антидемократизм.
Центральной идеей стала «арийская раса» и её противопоставление и противоборство с враждебной «семитской расой» (евреями). Эта идея служила основой для радикального, охватывавший все сферы человеческой жизнедеятельности антисемитизма, определявшего в свою очередь стремление к борьбе против марксизма, большевизма, пацифизма, либерализма и демократии — согласно нацистскому учению, проявлений и инструментов реализации интересов «мирового еврейства». История понималась как непрерывная расовая борьба воспринимаемых с биологической позиции народов за выживание, защита и расширение необходимого им «жизненного пространства». Конечным результатом этой борьбы считалось установление мирового господства «арийской расы», превосходящей другие расы в биологическом и культурном отношении и занимающей высшую позицию в «расовой иерархии» — расы естественных господ. Идеология включала милитаризм: война была представлена естественным состоянием человечества, законным и единственно возможным средством утверждения мирового лидерства «народа-господина». Залогом победы в этой борьбе должна быть консолидация немецкой нации под руководством единого вождя («фюрера»), «расовая гигиена» — очищение нации от «расово чуждых» и «неполноценных» элементов, а также укрепление её «физического здоровья».
«Арийцами» назывались древние индоевропейцы, рассматриваемые как отдельная раса, а из современных народов — немцы и родственные им германские народы, которые, согласно нацистской идеологии, являются наиболее «расово чистыми» существующими народами «арийского происхождения». Нацистский расовый теоретик Ханс Гюнтер в своей книге «Расовая наука немецкого народа» (1922) определил каждый расовый подтип в соответствии с общим физическим обликом и психологическими качествами, включая «расовую душу» — со ссылкой на эмоциональные черты и религиозные убеждения. Он приводил детальную информацию о цвете волос, глаз и кожи, строении лица. Он писал, что немцы представлены всеми пятью выделяемыми им европейскими расовыми подтипами, но подчёркивал их сильное «нордическое» наследие.
Нацистская расовая доктрина включала идею, что евреи («семитская раса») являются расово неполноценными антиподами и естественными врагами «арийской расы господ», «недочеловеками», а славяне — представителями «низшей расы», потомками «арийцев» и «азиатских рас» (включая «финскую расу»), выродившимися до состояния «недочеловеков» в результате расового смешения и влияния азиатской крови.
В концепции Гюнтера евреи происходят от неевропейских рас, особенно от расы, которую он классифицировал как «ближневосточную», более известную как арменоидный тип. Он утверждал, что такое происхождение делает евреев принципиально отличными от немцев и большинства европейцев и несовместимыми с ними. В своей работе «Расовые свойства еврейского народа» Гюнтер утверждал, что «расовая душа» «ближневосточной расы» характеризуется «коммерческим духом». Согласно Гюнтеру, «ближневосточный тип» представлен в основном коммерчески настроенными и ловкими торговцами, обладающими развитыми навыками психологического манипулирования. Он утверждал, что «ближневосточная раса» была «порождена не столько для завоевания и эксплуатации природы, сколько для завоевания и эксплуатации людей».
Гюнтер считал, что славяне принадлежат к «восточной расе», отдельной от немцев и «нордидов», и предостерегал от смешения «немецкой крови» со «славянской». Гитлеровская концепция «арийской расы господ» («Herrenvolk») исключала из этой расы подавляющее большинство славян, поскольку считалось, что славяне испытывают опасное еврейское и азиатское влияние. По этой причине нацисты объявили славян «недочеловеками» («Untermenschen»). Идея нацистов, что славяне являются «низшими неарийцами», была частью планов по созданию «жизненного пространства на Востоке» для немцев и других германских народов в Восточной Европе, инициированных во время Второй мировой войны по «генеральному плану Ост». Миллионы немцев и других германских поселенцев должны были быть перемещены на завоёванные территории Восточной Европы, в то время как десятки миллионов славян предполагалось уничтожить, переселить или обратить в рабство.

### Пропаганда

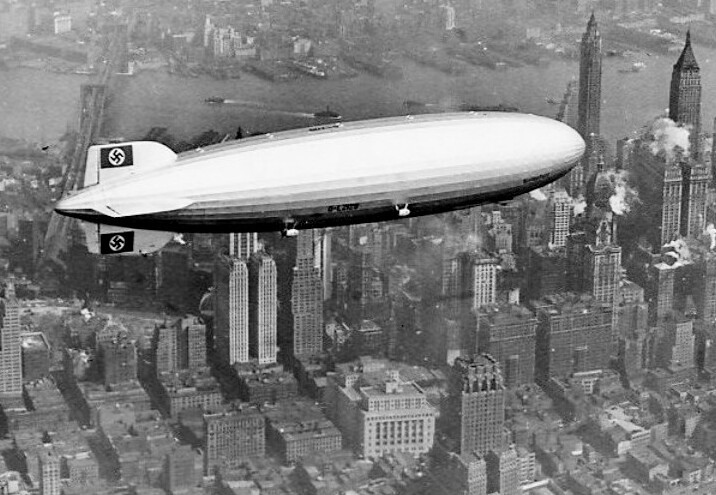
Дирижабль «Гинденбург», явный пример нацистской пропаганды

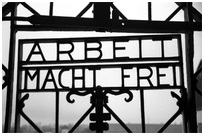
Нацистская пропагандистская надпись над воротами Освенцима: «Труд освобождает»

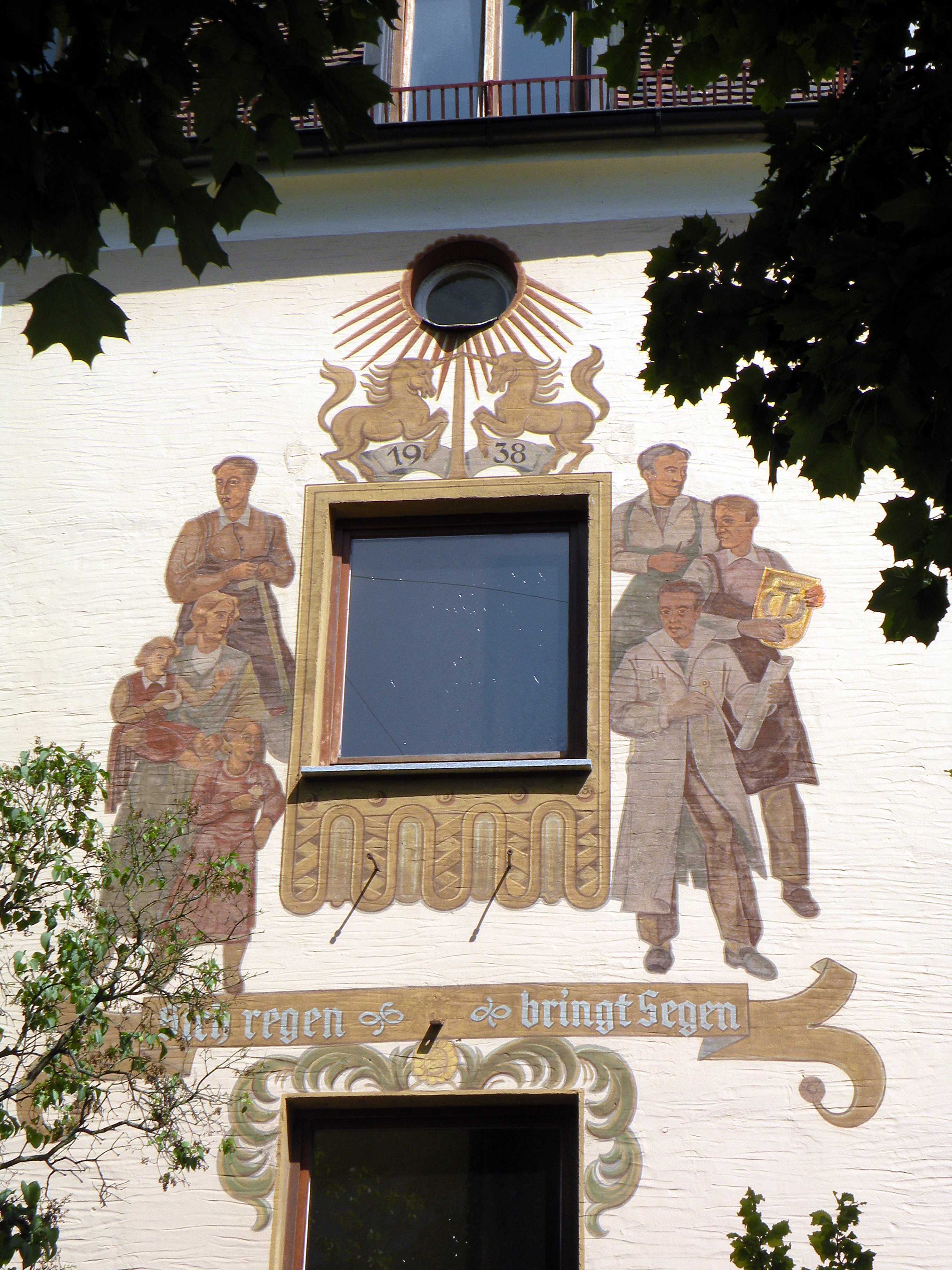
Наглядная пропаганда в Германии, 1938 года, Нюрнберг, настенная фреска, фото 2010 года

«Теоретической основой» пропагандистской деятельности НСДАП стали книга Готфрида Федера «Германское господство на национальной и социальной основе» и брошюра Дитриха Эккарта «Большевизм от Моисея до Ленина. Мои беседы с Адольфом Гитлером». Обе работы, написанные влиятельными членами партии, представляли собой свод антисемитских вымыслов и рассуждений о «процентном рабстве», «заговоре мирового большевизма» и «еврейства» и логически завершались призывами к «единению нации», «национальной дисциплине» и «оздоровлению германского духа». В речах нацистских пропагандистов начала 1920-х годов антисемитизм занимал важное место: «Еврей как рабочий руководитель», «Почему мы являемся антисемитами», «Политика партии и еврейский вопрос», «Еврейское и германское народное просвещение» и тому подобное.
В книге Адольфа Гитлера «Моя борьба» (1926) он настаивал на использовании пропаганды для распространения идеалов национал-социализма: расизма, антисемитизма и антибольшевизма. После прихода нацистов к власти было создано «Имперское министерство народного просвещения и пропаганды» во главе с Йозефом Геббельсом. Для внедрения нужных идей в головы немцев использовались все доступные средства: искусство, музыка, театр, кино, книги, радио, учебные пособия и пресса. Масштаб деятельности «Министерства пропаганды» был гигантский. К январю 1941 года оно отчиталось, что изготовило и распространило 7 млн плакатов, 2 млн брошюр, 60 млн периодических изданий и стенгазет и 67 млн листовок. Партийные пропагандисты демонстрировали публике около 30 тысяч слайд-шоу и проводили 45 тысяч киновечеров каждый месяц, а также организовали около 200 тысяч митингов и демонстраций. Показ фильмов в армии составил около 30 млн просмотров.

### Радиовещание
- Радиостанция на длинных волнах — Deutschlandsender («Радио Германии»)
- Радиостанция на средних волнах — Reichsprogramm («Имперская программа»), включала в себя региональные вставки
  - Reichssender Königsberg («Имперское радио Кёнигсберга») (Восточная Пруссия, восточная часть Померании)
  - Reichssender Breslau («Имперское радио Бреслау») (Верхняя Силезия, Нижняя Силезия)
  - Reichssender Berlin («Имперское радио Берлина») (Бранденбург и Большой Берлин)
  - Reichssender Leipzig («Имперское радио Лейпцига») (Саксония, Тюрингия, Провинция Саксония, Анхальт)
  - Reichssender Hamburg («Имперское радио Гамбурга») (Ганновер, Шлезвиг-Гольштейн, Гамбург, Бремен, Любек, Шаумбург-Липпе, Брауншвейг, Ольденбург, Мекленбург, западная часть Померании)
  - Reichssender Köln («Имперское радио Кёльна») (Вестфалия, Липпе, северная часть Рейнской провинции)
  - Reichssender Frankfurt («Имперское радио Франкфурта») (Гессен, Гессен-Нассау)
  - Reichssender München («Имперское радио Мюнхена») (Бавария)
  - Reichssender Saarbrücken («Reichssender Saarbrücken») (Саарланд)
- Радиостанция на коротких волнах — Überseesender
- Телеканал Deutscher Fernseh-Rundfunk[англ.] вещал только в Берлине на метровых волнах по 2 часа в день.

## Морально-психологическая атмосфера в обществе
Официально принятое определение нацистского рейха рассматривало его как общество — «Народ, не знающий классов и сословных противоречий, сообщество людей, объединённых единством крови, общностью судьбы и убеждений».
В соответствии с единственным за время нацизма опросом населения (на 1 января 1935 года) наибольший процент членов партии из всех категорий населения имели учителя (29,4 %, составляя всего 0,9 % от общего числа жителей). В это же время рабочие, составлявшие 46,3 % населения, давали партии лишь 5,1 % от своей численности).
В то же самое время вермахт в соответствии с Конституцией страны и Воинским уставом не имел права вести какую-либо политическую деятельность. В значительной степени это подкреплялось и сохранившимися от старой прусской армии аристократическими традициями, исключавшими увлечение какой-либо социал-демократической демагогией. Более того, поступление на службу в Вермахт для некоторых было способом уйти во внутреннюю политическую эмиграцию и избавиться от партийной атмосферы.
Стереотипы поведения лояльного бюргера в нацистской Германии включали в свой состав черты, свойственные жителям Германии, наследуемые ими от своих предшественников в прошедшие годы, а также вновь приобретённые в годы нацизма.
К числу первых из них относятся немецкая аккуратность и педантичность в выполнении любой работы, трудолюбие, а также дисциплинированность, проявляющая себя в беспрекословном подчинении вновь появившемуся авторитету, которое они проявляют с таким же рвением, как к авторитету ушедшему.
Весьма распространённой чертой был и бытовой антисемитизм.
В массах существовала и застарелая антипатия к Франции, которая в годы раздробленности Германии нередко пользовалась её положением и осуществляла агрессию, зачастую сопровождаемую оскорбительными для национального самолюбия действиями (войны Людовика XIV и Наполеона).
К вновь приобретённым чертам относится оставшийся в памяти дожившего до лет нацизма поколения позор капитуляции в 1918 году и, особенно, грабительские условия Версальского договора, усугубившиеся общемировым кризисом 1920-х годов. На этом фоне успехи администрации Гитлера, сумевшего существенно уменьшить безработицу и реализовать некоторые социальные проекты, успехи в достижении которых отмечались не только внутри Рейха, но и за границей.
Одновременно с этим были запрещены профсоюзы и заменены другими корпоративными структурами, ликвидирована свобода слова и практически отменена система представительства масс в органах власти.
Значительная часть интеллигенции либо бежала за границу, либо оказалась в концентрационных лагерях, что ощутимо понизило культурный уровень населения.
Общая атмосфера в государстве характеризовалась смесью экзальтированного восхищения Гитлером и жестокими репрессиями со стороны партийных структур. Посол Франции Андре Франсуа-Понсе описывал обстановку в дни проведения партийных съездов в Нюрнберге:

То, что можно было увидеть, невозможно описать словами. Город полностью был погружён в атмосферу общего энтузиазма. Сотни тысяч мужчин и женщин были охвачены романтическим возбуждением, находились в состоянии мистического экстаза, своеобразной всеобщей манией рабов. В течение семи дней Нюрнберг был городом, в котором царили чувства отрешенного от действительности ощущения счастья и радости.

Начало войны было встречено среди населения Германии без особого энтузиазма, но и открытой оппозиции оно не мобилизовало. По мере получения тщательно скрываемых пропагандой плохих известий пессимистические и оппозиционные настроения стали увеличиваться, что стало особенно заметно после катастрофы под Сталинградом. Некоторые начали серьёзно задумываться о пагубности проводимой политики.
В то время появилось издевательское перефразирование слов национального гимна Хорст Вессель: «Выше нос, глаза закройте крепче» (нем. «Die Nase hoch, die Augen fest geschlossen»). А также ироничное: «Наслаждайтесь войной, мир будет ужасен» (нем. «Geniesst den Krieg, der Friede wird fürchterlich»).
По утверждению адъютанта Вальтера Люде-Нейрата, после вступления Красной Армии на немецкую территорию патриотизм в немецком обществе, особенно на оккупированных территориях, заметно возрос, поскольку

Проповеди ненависти Ильи Эренбурга, уже принёсшие свои плоды на Востоке, план Моргентау, то есть план предполагаемой территориальной «кастрации» Германии, и требование безоговорочной капитуляции… придали сопротивлению очень острый и ожесточённый характер… Подавляющее большинство немцев не видело для себя иного выхода, кроме борьбы. Даже явные противники нацистского режима становились теперь отчаянными защитниками своей родины.

## Внешняя политика
Внешнюю политику Германии можно условно разделить на три периода.
Первый период (1933—1936) был связан с укреплением власти НСДАП, нацификацией всех сфер жизни в Германии и накоплением внутренних резервов для подготовки к реваншу за поражение в Первой мировой войне. Прежде всего речь идёт о ревизии Версальского мирного договора в плане реализации курса Адольфа Гитлера на достижение военного паритета с ведущими мировыми державами. Уже 14 октября 1933 года Германия объявила о выходе из Лиги Наций. В январе 1935 года в результате плебисцита Германии был возвращён Саар, который до этого находился под протекторатом Лиги Наций, а в марте Гитлер заявил о разрыве Версальского договора и о восстановлении всеобщей воинской повинности, то есть о создании регулярной армии рейха — вермахта, включая люфтваффе. 18 июня того же года было заключено германо-британское морское соглашение. В 1936 году германская армия вступила в демилитаризованную Рейнскую область. В том же году в связи с гражданской войной в Испании была создана ось «Берлин — Рим» и заключён Антикоминтерновский пакт с Японией.
Второй период приходится на 1936—1939 годы, когда руководство Германии, не прибегая к прямой военной конфронтации, под предлогом борьбы с коммунистической угрозой начало вводить силовую составляющую в свою внешнюю политику, постоянно вынуждая международных контригроков идти на уступки и соглашательство. В эти годы Германией был создан плацдарм для будущей войны: в марте 1938 года был осуществлён аншлюс Австрии, в сентябре 1938 — марте 1939 года к Германии была присоединена Чехия (Мюнхенское соглашение 1938 года) и Клайпедский край.
Третий период включает в себя Вторую мировую войну от нападения на Польшу до безоговорочной капитуляции в 1945 году. Развязав войну, руководство нацистской Германии включало некоторые из завоёванных территорий непосредственно в состав Германии, тогда как на остальных территориях были созданы либо намечались к созданию подконтрольные ей генерал-губернаторство, рейхспротекторат, рейхскомиссариаты, колонии, а также марионеточные государства. В результате военной кампании 1939 года были присоединены Вольный город Данциг и часть польских территорий, в 1941 году был аннексирован Люксембург (присоединение различных территорий продолжалось и позже). Первые годы Второй мировой войны были для Германии весьма успешными, к 1942 году под её контролем находилась большая часть континентальной Европы (кроме Испании, Португалии, Швейцарии и Швеции), часть территорий была оккупирована, часть представляла собой де-факто зависимые государственные образования (например, Хорватия), исключение составляли Болгария и Финляндия, которые, будучи союзниками Германии, проводили лишь отчасти самостоятельную политику. Однако в 1943 году наступил перелом в боевых действиях в пользу антигитлеровской коалиции, в январе 1945 боевые действия перенеслись на довоенную территорию Германии. Нацистская Германия прекратила своё существование после роспуска союзниками Фленсбургского правительства 23 мая 1945 года, которое возглавлял рейхспрезидент Карл Дёниц.

### Немецко-американские отношения
Как писал Эрнст Ганфштенгль, «внешняя политика [Гитлера] основывалась на ограничениях, которые налагает сухопутная война, и мне так и не удалось никого убедить в том, что Америка является неотъемлемым фактором европейской политики». До самого конца войны Гитлер не интересовался проблемой участия США в войне. Американские послы в Берлине, Уильям Додд и Хью Вильсон не служили для Гитлера источниками сведений о своей стране. Они не встретили тёплого приёма как послы, а Додд к тому же вызывал у Гитлера особую неприязнь. При этом Гитлер относился к США негативно, заявляя, что «Прикрываясь разговорами о демократии, страной правят кучка толстосумов… массовая коррупция и продажные законы». Единственное, что производило впечатление на Гитлера, — это достижения американской экономики, науки и архитектуры. Что касается архитектуры, то фюрер требовал от посольства в Америке, чтобы оно присылало ему фотографии американских архитектурных сооружений, особенно в Вашингтоне. Хорошо известен его интерес к автомобилям, который заставлял его восхищаться американской автомобильной промышленностью и её живым символом, Генри Фордом. «Он создавал свои машины для широких масс, — заявил фюрер в интервью „Нью-Йорк таймс“ в 1933 году. — Он больше всех сделал для уничтожения классовых различий».

## Наука и техника

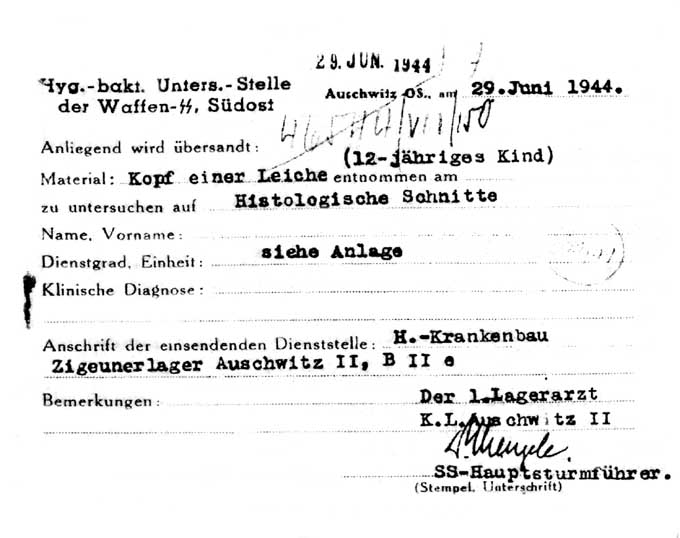
Запрос, в котором доктор Йозеф Менгеле требует предоставить ему для «исследования» голову 12-летнего ребёнка. Из архива цыганского сектора лагеря Освенцим

В Германии существовал огромный научный сектор в системе высших учебных заведений, к которому принадлежали университеты и высшие технические учебные заведения. Сюда же входили и научно-исследовательские институты «Общество кайзера Вильгельма». Все эти учреждения организационно подчинялись министерству науки, воспитания и просвещения. В этой сети, охватывавшей тысячи учёных, имелся научно-исследовательский совет, который состоял из представителей различных областей науки (физики, химии, горного и литейного дела, медицины и т. д.). Каждый член научного совета являлся руководителем отдельной группы учёных единого профиля и должен был направлять планирование и научно-исследовательскую деятельность этой группы. Наряду с такой учебной научно-исследовательской организацией существовала абсолютно независимая промышленная научно-исследовательская организация, или так называемый «сектор». Сюда относились лаборатории предприятий, например концернов «Фарбен», «Цейсс», «Сименс», «Осрам», «Телефункен» и многие другие.
Приход нацистов к власти существенно изменил ситуацию в германской науке. Началось активное вмешательство властей в научную деятельность с целью стимулировать военно-прикладные исследования. Расовая политика с разделением населения на «арийцев» и «неарийцев» и ограничение прав последних привели к вымыванию из научной среды тысяч учёных. Третьей проблемой стало привлечение учёных к обоснованию и оправданию деятельности нацистского режима. Последствием этой политики стала массовая эмиграция германских учёных. В частности, из 32 нобелевских лауреатов уехали 29.
После прихода к власти нацистов в результате программы по «проверке мировоззрения» из высших учебных заведений Германии было уволено более 1500 доцентов. Что, по мнению самих немецких учёных, лишь повредило координации научно-исследовательской деятельности в государственном масштабе. Хотя на практике отдельные промышленные лаборатории добились большего успеха, чем исследовательские группы высших учебных заведений, до того как пришедшие к власти нацисты изменили существовавшие до них порядки. Научно-исследовательская организация промышленности являлась независимой структурой, не нуждавшаяся в помощи министерств, государственного научно-исследовательского совета или каких-либо ведомств, занимавшихся вопросами контингентов. Организация работала для себя и за закрытыми дверями.
Помимо «оружия возмездия» и большого количества других новаторских военных и научных разработок, нацистская Германия вела урановый проект по созданию ядерного оружия, который не был завершён и реализован до капитуляции Германии.
Результаты работ учёных Германии в ряде случаев послужили толчком для научно-исследовательской деятельности стран Антигитлеровской коалиции.

## Религия

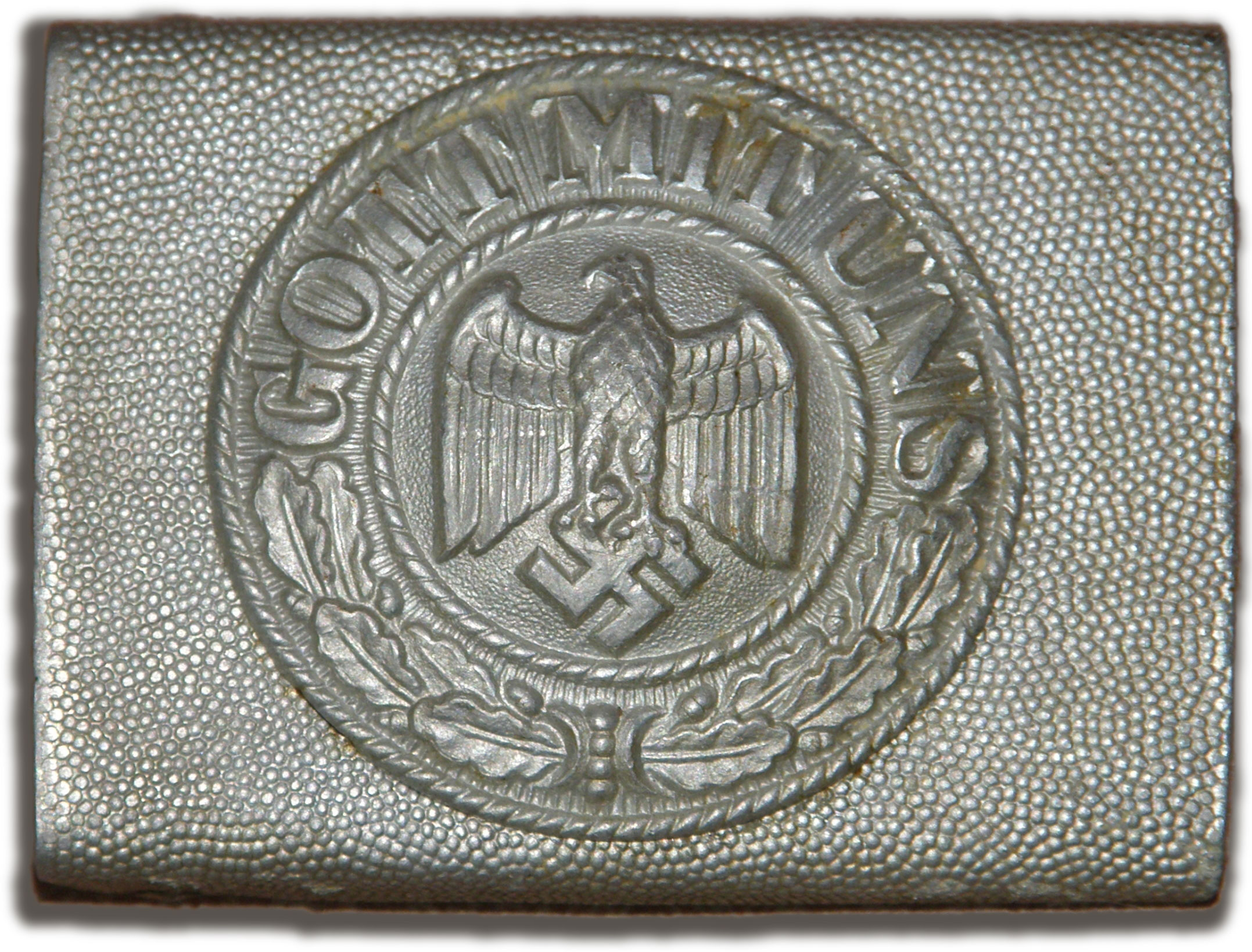
Солдатская пряжка ремня армии Вермахта. Надпись: «Gott mit uns» — «С нами Бог»

Нацизм включал околорелигиозные убеждения в существование расы «арийских» богочеловеков, в необходимости истребления «низших рас» и в наступление тысячелетней эры немецкого мирового господства.
Гитлер всю жизнь номинально оставался католиком. По состоянию на 1939 год более 95 % немцев были крещёными и платящими налоги членами двух официальных церквей — протестантской, в её лютеранской, реформатской и объединённой лютеранско-реформаторской вариациях, либо Римско-католической. Протестантов среди этих немцев было примерно в три раза больше, чем католиков. Меньшие христианские группы — методисты, баптисты, меннониты, квакеры, адвентисты седьмого дня, свидетели Иеговы и другие — составляли менее 2 % населения страны. Как институты, церкви давали существенно разные ответы на национал-социализм, от в целом сговорчивой позиции протестантов и католиков до решительного сопротивления свидетелей Иеговы. Реакция отдельных членов церквей различалась ещё больше: от рьяных соучастников нацистских преступлений до жертв преследований и спасителей тех, кого нацисты намеревались уничтожить. Церкви и их отдельных представителей часто обвиняют в молчании и бездействии.
Пропагандируя представления о евреях как об «убийцах Христа» и воспитывая презрение к иудаизму, церкви способствовали формированию в обществе восприимчивости к нацистскому антисемитизму. Лидеры немецких протестантов приветствовали приход нацистов к власти. Некоторые протестанты присоединились к «Немецкому христианскому движению», занятому поиском явного синтеза христианства и нацизма. В июле 1933 года представители Гитлера подписали конкордат с Ватиканом. Соглашение повысило международный престиж нацизма. В то же время церковные организации и их члены зачастую преследовались нацистскими властями.

## Спорт

### XI летняя Олимпиада
Столица Германии была избрана местом проведения XI летних Олимпийских игр до прихода Гитлера и нацистов к власти. В 1933 году нацистская пресса начала провокационные нападки на предстоящие игры, называя их «фестивалем, на котором торжествуют евреи». Однако как только Гитлер понял, что Олимпийские игры могут реально поднять престиж его режима в глазах мировой общественности, всякая критика прекратилась. Подготовка к проведению игр началась с большим размахом. Правительство выделило 25 млн. рейхсмарок на строительство десятка спортивных объектов. Основная часть бюджета ушла на строительство огромного Олимпийского стадиона в Берлине. Перед Олимпиадой было решено изобразить терпимое отношение к евреям для того, чтобы предотвратить бойкот игр со стороны других государств.
На церемонии открытия Олимпийских игр присутствовало более 110 тысяч человек. В первый же день ликующие немцы приветствовали Ханса Вёльке, завоевавшего первую высшую награду в толкании ядра. Этот спортсмен стал первым в истории немцем, получившим олимпийское золото в лёгкой атлетике. Вёльке и Герхард Шток, занявший третье место, были незамедлительно приглашены в ложу Адольфа Гитлера, чтобы принять личные поздравления фюрера. В тот же день немка Тилли Флейшер завоевала золотую олимпийскую медаль в соревнованиях по метанию копья. После того как во второй половине дня три американца, Корнелиус Джонсон, Дэйв Ольбриттон и Делос Турбер (двое последних были чернокожими) победили в соревнованиях по прыжкам в высоту, Гитлер покинул стадион: представители Олимпийского комитета напомнили ему, что, принимая в своей ложе спортсменов-победителей, он должен удостаивать этой чести всех призёров без исключения, а не только немецких спортсменов.
Аналогично поступил Гитлер и в отношении Джесси Оуэнса — легкоатлета из университета Огайо — четыре золотые медали которого сделали чернокожего американца настоящим героем Олимпиады. На третий день соревнований Оуэнс  установил олимпийский рекорд в беге на 100 м (10,3 с), а на следующее утро завоевал вторую высшую награду в прыжках в длину, победив немецкого атлета Луца Лонга. Ещё через день Оуэнс перекрыл ещё один олимпийский рекорд, пробежав 200 м за 20,7 с. В этот момент фюрер присутствовал на трибуне, но покинул стадион прежде, чем американцу вручили третью золотую медаль: представители олимпийского комитета предупредили Гитлера, что он должен поздравлять либо всех награждённых без исключения, либо никого. Рейхсканцлер предпочёл последнее. Сам Оуэнс впоследствии сказал, что разочаровал его не Гитлер, а Рузвельт: президент США даже не послал телеграммы четырёхкратному золотому медалисту (последнюю золотую медаль спортсмен взял в победной эстафете на 400 м); ни Рузвельт, ни Трумен не приняли спортсмена в Белом Доме после Олимпиады.

## Культура
После того как нацисты пришли к власти в Германии, в сентябре 1933 года была создана Имперская палата культуры, возглавил которую министр пропаганды и народного просвещения Пауль Йозеф Геббельс. Основной задачей данного органа являлся идеологический контроль за деятельностью «людей искусства» в соответствии с политической концепцией подчинения всех сфер жизни Германии интересам национал-социализма. Геббельс был избран Гитлером на эту роль, поскольку, в отличие от его основного конкурента Альфреда Розенберга, умел общаться с деятелями культуры и извлекать из культурного сообщества пользу для нацистской идеологии и пропаганды. В противовес Геббельсу, Розенберг получил статус уполномоченного фюрера по наблюдению за формированием национал-социалистического мировоззрения, то есть стал куратором нацистской идеологии и культуры.
Важное влияние на культуру имел также Трудовой фронт под руководством Роберта Лея, в ведении которого было, среди прочего, общество «Сила через радость», которое занималось организацией досуга германских трудящихся.
Состав Имперской палаты культуры включал семь подразделений, каждое из которых отвечало за своё направление в культуре (театр, кинематограф, литература, пресса, музыка, изобразительное искусство, радиовещание). Членами этих подразделений становились сами деятели культуры, членство было обязательным. Исключение из Палаты было равносильно запрету на профессиональную деятельность. С одной стороны, чиновники Палаты фильтровали вступающих по анкетным данным, не допуская нежелательные элементы (политические противники нацистов, представители нежелательных направлений в искусстве, лица неарийского происхождения и т. п.), а с другой Палата стала заменителем профсоюза, обеспечивая своим членам привилегии, которых не существовало при Веймарской республике.
После падения нацистской власти немецкое искусство долго не могло оправиться от сильнейших ударов, нанесённых идеологией и цензурой.

### Праздники
Нацистская Германия системно использовала календарные праздники как инструмент политического воспитания и культурной мобилизации, придавая им ярко выраженный идеологический смысл. Политико-исторические памятные даты (30 января, 9 ноября и др.) превращались в символы «рождения» рейха или «жертвы ради родины», поддерживаемые массовыми ритуалами и символической игрой пропаганды. Официально не все были выходными днями, но входили в историю как ключевые элементы национального мифа. Традиционные праздники (Рождество, День труда, летнее солнцестояние) подвергались идеологической трансформации: они включались в конструированный образ национального общенародного празднования (Volksweihnachten, трудовой май, культы зимнего солнца). Контроль пропагандистов особенно усиливается через организацию зимней помощи и культурных мероприятий. Организации, такие как Kraft durch Freude и Winter Relief Agency, превращали досуг и праздники в средство укрепления Volksgemeinschaft, внедряли массовые события, социальные поездки, концерты и шествия, которые одновременно развлекали и внушали идеи национальной сплочённости.
Список официальных праздников:
- 30 января — День взятия власти;
- 24 февраля — День основания НСДАП;
- 16 марта — День памяти героев;
- 20 апреля — День рождения фюрера;
- 1 мая — Национальный день труда;
- Второе воскресенье мая — День матери;
- 22 июня — День летнего солнцестояния;
- Осень (после завершения сбора урожая) — День урожая;
- 9 ноября — годовщина Пивного путча;
- 22 декабря — День зимнего солнцестояния.

### Искусство
Цель искусства любых тоталитарных государств состоит в изображении абстрактной героики, а произведения нередко отличаются подчёркнуто большими размерами. Гигантизм и нагота используются как средство выражения могущества тоталитарного государства, подавляющего человеческую индивидуальность.

#### Живопись
Гитлер отрицательно относился к жанрам живописи XX века: импрессионизму, кубизму и проч. и считал подобные творения «дегенеративным искусством». Гитлер отдавал предпочтение жанру «Фёлькише» (нем. völkisch — народный) (описание деревенского уклада и быта Германии, сельских пасторалей), был приверженцем реалистических и героических жанров, романтизма. В 1936 году из музеев были изъяты картины таких известных художников, как Ван Гог, Гоген, Сезанн, Пикассо, а знаменитые и видные художники, живущие в Германии, такие как Василий Кандинский, Оскар Кокошка, Пауль Клее, были вынуждены покинуть страну.

#### Скульптура

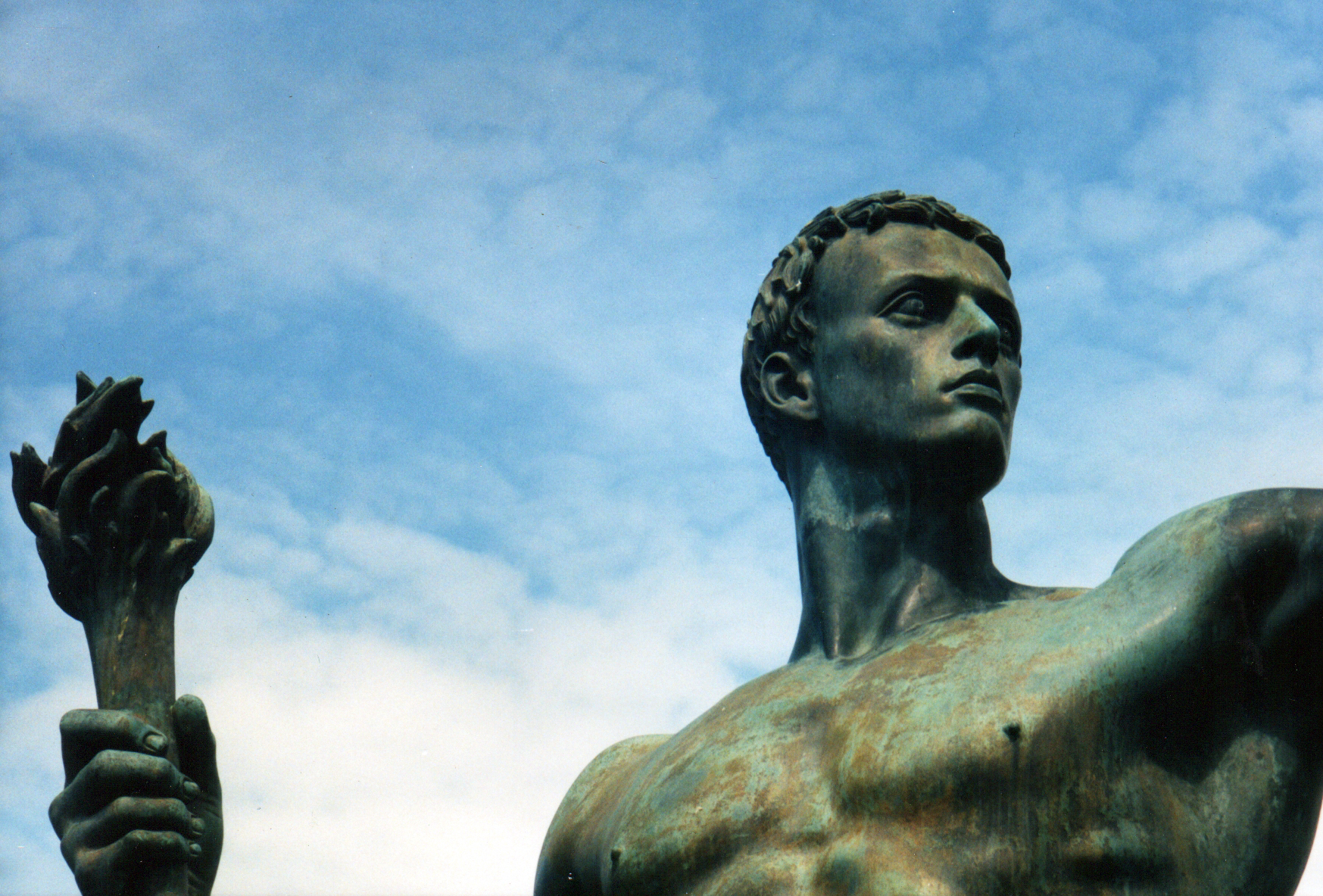
Партия. Статуя Арно Брекера представляет дух НСДАП

В искусстве нацистской Германии изображение обнажённой женщины преследовало пропагандистские цели, и нагота была всего лишь средством усиления воздействия на зрителя и продления воздействия на него. В рамках идеологии нацизма обнажённая женщина рассматривалась как воплощение гармонии и спокойствия, установившихся во времена нацистской диктатуры после кризиса 1920-х годов. Кроме того, подобные изображения использовались в роли аллегории Победы. Однако с анатомической точки зрения эти изображения всё же грешат против реальности, поскольку авторы опасались обвинения в излишней склонности к эксгибиционизму.

#### Архитектура

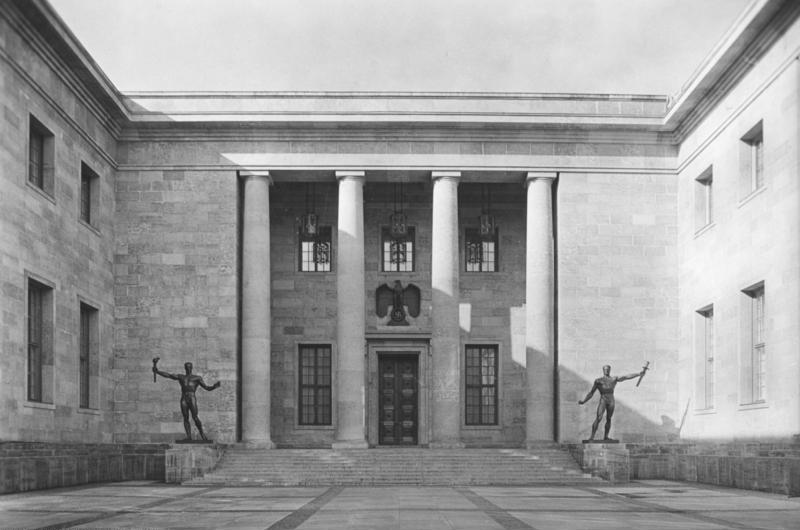
Берлин. Новое здание рейхсканцелярии

Архитектура также испытала на себе влияние предпочтений нацистского руководства — грандиозных монументальных форм неоклассицизма. Говорить о возрождении в нацистской архитектуре необарокко не приходится, поскольку это противоречит идеологическим установкам нацистских архитекторов: строить из традиционных немецких материалов (отёсанный камень, гранит, дерево) с сохранением традиций фёлькише (нем. völkische Traditionen — народные традиции) и развитием традиций нордического классицизма. В качестве примеров можно привести «орденские замки» Фогельзанг и Зонтгофен, Мемориал павшим бойцам в Мюнхене, Олимпийский стадион в Берлине, здание новой рейхсканцелярии, а также неосуществлённый проект по перестройке Берлина в столицу мира Германию А. Шпеера.
Почти всем нацистским зданиям присущ ряд общих черт: они выполнялись из традиционных германских имперских строительных материалов — отёсанного камня, гранита, дерева. Модернистские железобетонные и стеклянные конструкции использовались только при строительстве производственных зданий.
Почти всем крупным нацистским зданиям присуще множество вертикальных линий, подчёркнутых каменными прямоугольными колоннами или выступами. Глазницы окон обычно обрамлялись по периметру небольшим каменным выступом. Зачастую на фасаде крышу и окна разделял массивный прямоугольный каменный отступ.
В целом, почти все официальные нацистские здания несут в себе идею: множество малых (окон) в мощной каменной структуре под широкой и массивной крышей. Это содержало в себе достаточно читаемую идеологию государства: один человек мелок, но он — частица великого и мощного здания государства (которое может и задавить своей массивной крышей).
Архитектура жилых домов, наоборот, отличалась простотой и скромностью. Жилые дома, построенные в период нацистской Германии, имеют, как правило, узкие окна (единичные либо парные), гладкие стены (иногда с декоративными панно), островерхие черепичные крыши. Повсеместно строились новые жилые районы с дешёвыми квартирами (например, застройка центральной части города Тауха (город-спутник Лейпцига)).
Как административные, так и жилые здания украшались всевозможными символами нацистской власти — имперскими орлами со свастикой и специфичными скульптурами.

### Театр
Первым, что сделали власти в этом направлении искусства, было изгнание всех евреев. Так, режиссёр Макс Рейнхардт, который руководил Немецким театром в Берлине, не мог оставаться в Германии и покинул её. Также эмигрировали драматурги Бертольт Брехт, Фридрих Вольф, Эрнст Толлер. Театры отличались постановками пьес, пронизанных расовой доктриной.

### Кинематограф
Аналогично литературе и театру, кинопроизводство подверглось не меньшей цензуре и давлению. Из страны бежали немецкий режиссёр Фриц Ланг, актриса Марлен Дитрих, ставшая впоследствии голливудской звездой. В этот период Лени Рифеншталь — кинорежиссёр-документалист, сняла несколько кинолент, которые вошли в историю немецкого кинематографа:
- 1935 год — «Триумф воли»;
- 1938 год — «Олимпия». Фильм посвящён Олимпийским играм в Берлине, которые прошли в 1936 году.

В годы Второй мировой войны в Германии широко выпускались фильмы, поднимавшие боевой дух вермахта. Они так же, как и все киноленты, проходили жёсткую идеологическую проверку.

### Музыка
Для контроля музыкальной деятельностью была создана Имперская палата музыки — структурное подразделение Имперской палаты культуры. Она занималась пропагандой «хорошей немецкой музыки», написанной арийцами и соответствующей нацистским идеалам, в то же время подавляя другую, «дегенеративную» музыку, к которой причисляли атональную музыку, джаз и музыку еврейских композиторов. Музыкальной палате подчинялись все композиторы, артисты, концертные агентства, любительские музыкальные общества, издатели, продавцы и изготовители музыкальных инструментов. Филиалы Палаты были открыты в каждом даже самом маленьком городе. Поэтому для руководства идеологией в музыкальной сфере было нанято больше чиновников, чем изгнано из профессии музыкантов. На должность президента палаты был назначен знаменитый композитор Рихард Штраус, а на должность вице-президента один из лучших в мире дирижёров Вильгельм Фуртвенглер.
И если Штраус успел выслужиться перед нацистами заменив отстраненного от концертов Бруно Вальтера и отказавшегося выступать на Байройтском фестивале 1933 года Артуро Тосканини, то Фуртвенглер уже 11 апреля 1933 года в газете «Фоссише цайтунг» выразил публичный протест против дискриминации еврейских музыкантов.
В 1934 году, во время митинга в берлинском Шпорт Паласе, Геббельс обрушился на композитора Хиндемита, который, по его словам, «был инфицирован еврейскими интеллектуальными принципами». Премьера оперы Хиндемита «Художник Матис» была запрещена. Вильгельм Фуртвенглер в знак протеста против этого подал в отставку с поста вице-президента Имперской музыкальной палаты и главного дирижёра Берлинской оперы.
В 1935 году накануне премьеры в Дрездене оперы Рихарда Штрауса «Молчаливая женщина» композитор потребовал указать на афише имя либреттиста — австрийского писателя еврейского происхождения Стефана Цвейга. В письме, отправленном Цвейгу, Штраус критиковал национал-социалистов и заявлял о неприятии их принципов в искусстве. Письмо было перехвачено гестапо. Штраус был смещён со своего поста.
С 1935 года президентом Имперской музыкальной палаты до 1945 года являлся Петер Раабе, выдающийся музыкальный деятель, критик, теоретик. Имперская палата музыки с того времени считалась наиболее либеральной в рейхе. Петер Раабе сочетал в своём руководстве музыкальной жизнью рейха творческую терпимость с полной лояльностью к правящей власти.
Во времена нацистской Германии наиболее популярной и поддерживаемой официально являлась музыка Рихарда Вагнера, поклонником которого являлся Адольф Гитлер. Вместе с тем исполнялись сочинения композиторов многих других стран, в том числе советских, достаточное внимание уделялось немецким современным композиторам (Орф, Штраус, Пфицнер, Хаас, Эгк, Вагнер-Регени и др.) В то же время исполнение музыкальных произведений некоторых немецких композиторов (Мейербер, Мендельсон, Оффенбах, Хиндемит и пр.) было запрещено по политическим мотивам.

### Награды
Все награды являлись общенациональными (до прихода к власти нацистов все награды носили сугубо территориальный характер — вручались правительством земель). Была разработана новая наградная система, в которой традиционные награды претерпели изменения в соответствии с новой атрибутикой. До начала Второй мировой войны Гитлер лично назначал и вручал все виды наград, затем это право было передано в войска различным уровням командного состава. Такие награды, как Рыцарский крест, фюрер вручал лично, либо это делали высшие командиры.

## Сопротивление
Сопротивление нацистскому режиму в Германии принимало различные формы:
- Заговорщики в армии и министерстве иностранных дел. Они планировали осуществить государственный переворот начиная с 1938 года и затем организовали два покушения на убийство Гитлера в 1943 и 1944 годах. Последнее покушение 20 июля было соединено с попыткой государственного переворота.
- Дезертиры из вермахта и военнопленные, переходившие на сторону враждебных Третьему рейху государств. Так, в СССР из изменивших присяге военнопленных был организован Национальный комитет «Свободная Германия», сперва занимавшийся лишь пропагандой, но позже создававший небольшие вооружённые формирования, выполнявшие функции ДРГ и советских партизан в тылу вермахта, в конце войны на фронте участвовавшие в боевых действиях на стороне РККА; в оккупированной Греции на стороне греческих партизан действовал Антифашистский комитет «Свободная Германия».
- Подпольные коммунистические и социал-демократические группы, пытавшиеся устроить массовое антифашистское восстание.
- Молодёжные группы «Белая роза» и «Пираты Эдельвейса».
- Священнослужители лютеранской и католической церквей.
- Немцы, помогавшие евреям спастись от Холокоста (в настоящее время таких известно 659[98]), а также этнические немцы — супруги и близкие евреев, которых намеревались отправить в концентрационные лагеря. В 1943 году они устроили демонстрацию на Розенштрассе в Берлине и добились освобождения своих родственников.
- Немцы, действовавшие в одиночку различными методами: так, Георг Эльзер совершил неудачное покушение на лидеров НСДАП, в то время как Отто и Элиза Хампели оставляли антиправительственные открытки.